# بيترو جوزيف
بيترو جوزيف (بالإنجليزية: Simone Joseph)‏ هي متزلجة فنية جنوب أفريقية، ولدت في 11 أبريل 1982.

## وصلات خارجية
- بيترو جوزيف على موقع الاتحاد الدولي للتزلج (الإنجليزية)